# اشتون کورنرز (ویسکانسین)
اشتون کورنرز (به انگلیسی: Ashton Corners) یک منطقهٔ مسکونی در ایالات متحده آمریکا است که در اسپرینگ فیلد واقع شده‌است. اشتون کورنرز ۲۹۹٫۰۱ متر بالاتر از سطح دریا واقع شده‌است.